# Banki meló (Sanctuary – Génrejtek)
A Banki meló (Bank Job) a Sanctuary – Génrejtek című kanadai sci-fi-fantasy televíziós sorozat harmadik évadjának harmadik epizódja.

## Ismertető
|  | Alább a cselekmény részletei következnek! |

Helen Magnus egy kisvárosi bank széfjében található páncélkazetta felnyitásakor egy kikelt tojást talál abban, melynek eredeti lakója megszökött. Helen, Will és Kate kénytelen fogva tartani a bankban tartózkodókat, mert a lény vélhetően már gazdatestre talált valamelyikükben. A halálos abnormális lény nagyjából fél óra alatt eléri azt a méretet, amikor már nem tudják befogni. Miközben a megoldást keresik, hogy rátaláljanak a lényre, Kate-nek a rendőrséget kell feltartania. Magnus úgy véli, egy emberi szervezetre veszélytelen méreggel talán előcsalhatják gazdatestéből a támadót. A közelből segédkező Henrynek el kell hagynia búvóhelyét, így technikai segítséggel sem tudja már ellátni a csapatot.
Közben a bankban egy táskában olyan eszközre bukkannak, melyből dr. Magnus rájön, valaki más is van a túszok között, aki szintén az abnormális tojását akarja. Retinaszkennelés segítségével öt túszról sikerül megállapítani, hogy nem ők a gazdatestek, így kiengedik őket a bankból. Ekkor a megmaradt két túsz egyike, Dave (Jason Poulsen) fegyvert fog a másikra, a bankban dolgozó George-ra (Gary Jones) és felfedi, hogy ő akarta megszerezni a lényt, hogy a fekete piacon eladhassa. Közben George-on már mutatkoznak a fertőzöttség jelei, teste rövidesen felrobban, ha nem sikerül tenniük valamit, mielőtt a lény kikel a férfiből. Dave bezárja őket a széfbe, hogy megvárja a robbanást és utána begyűjtse a lényt. Henry épp időben érkezik a mérgező anyaggal, aminek hatására a medúzaszerű lény elhagyja George testét, és a csapat végre távozhat a bankból. A rendőrség végül versenytársukat kapja el menekülés közben.
|  | Itt a vége a cselekmény részletezésének! |

## Fogadtatás
Az évad előző epizódjának nézettségi számának esése után a harmadik epizód tartotta az 1,5 milliós amerikai nézőszámot, közel ugyanannyian voltak rá kíváncsiak, mint a második részre.